# Lokomotiva 230
Lokomotiva řady 230 je střídavá (25 kV, 50 Hz) elektrická lokomotiva univerzálního určení, přezdívaná nejčastěji laminátka nebo lamino (podle materiálu skříně). Lokomotivy této řady byly vyráběny ve Škodě Plzeň mezi lety 1966–1967 jako tovární typ Škoda 47E.
V počátcích provozu byla společně s vylepšenou řadou 240 používána na všech typech vlaků, po vyrobení nové řady 242 koncem sedmdesátých let se obě řady přesunuly spíše do dopravy nákladní. Po rozdělení Československa zůstaly všechny lokomotivy řady 230 v ČR, kde připadly Českým drahám a později dceřiné společnosti ČD Cargo, která je nasazuje na nákladní vlaky nejen v celé jižní a západní části Česka, tak i na Slovensku a nejnověji i v Maďarsku. Část lokomotiv byla pro špatný technický stav a nadbytečnost sešrotována, ale zbylé stroje jsou i nadále jednou z kmenových řad hnacích vozidel ČDC a procházejí také hlavními opravami. Provozovány jsou i ve dvojčlenném řízení.

## Historie

### Vývoj
Na počátku 60. let byla zahájena elektrifikace československých tratí novou střídavou soustavou 25 kV / 50 Hz. Hlavním impulzem k tomuto kroku byla snaha o úsporu mědi (proti starší stejnosměrné soustavě) a celkově snazší údržba a technologická náročnost střídavého systému, podpořená také vyšším výkonem střídavých lokomotiv. Po prvních pokusech s lokomotivami řady E 479.0 (později S 479.0) a šestinápravové lokomotivě S 699.0 přišla od FMD (Federální ministerstvo dopravy) objednávka na sérii čtyřnápravových univerzálních lokomotiv, schopných provozu na tomto systému. Vývojem a výrobou byla opět pověřena plzeňská Škoda. 

### Výroba
První stroj S 489.0001 (230.001) byl dokončen na jaře 1966 a poté předán do zkušebního provozu v lokomotivním depu Plzeň (důvod byl prostý - při případných poruchách nebyl daleko výrobní závod). Nová lokomotiva byla zajížděna na první elektrifikované trati do Nepomuku a Horažďovic na osobních i nákladních vlacích. Ještě téhož roku byla zahájena sériová výroba, která probíhala ve třech sériích do následujícího roku. Celkem bylo vyrobeno 110 lokomotiv, jež byly kromě Plzně přiděleny do Brna a Bratislavy. Poté byla ve výrobě nahrazena modernizovanou řadou 240 (S 499.0).

## Technický popis
Při vývoji řady 230 (S 489.0) byly využity zkušenosti ze staršího typu S 699.0. Jako materiál pro výrobu lokomotivní skříně byl opět použit sklolaminát a díky tomu lokomotiva získala poměrně neobvyklý design, jehož autorem je český designér Otakar Diblík. Rám a ostatní části lokomotivy jsou klasické ocelové. Proti výchozímu typu byl ale rám zkrácen a namísto třínápravových podvozků stroj stojí na obvyklých dvounápravových. Vedení dvojkolí je ojničkové, neobvykle je řešeno vypružení, kdy primární vypružení tvoří vinuté pružiny, sekundární je pak provedeno listovými pružinami. Pohon zajišťuje čtveřice trakčních motorů (pro každé dvojkolí jeden, o výkonu 770 kW). Regulace výkonu je prováděna spínáním odboček na primární straně transformátoru. 

## Provoz
Kromě trojice dep, kam byly stroje dodány přímo z výroby (Plzeň, Brno, Bratislava) se později řada 230 rozšířila i do dalších služeben, podle toho, jak postupovala elektrifikace tratí. Deponovány byly také v Českých Budějovicích, Jihlavě a Chebu. Lokomotivy byly koncipovány jako univerzální, používaly se proto na všech typech vlaků, od rychlíků po nákladní vlaky (včetně postrkové služby, například ve sklonově náročném úseku Brno – Vlkov u Tišnova). Po vyrobení řady 242 se jejich působení soustředilo spíše do nákladní dopravy. V roce 1982 byly všechny stroje této řady soustředěny v depu Brno-Maloměřice. Díky tomu také po rozdělení Československa roku 1993 všechny stroje získaly České dráhy. O dva roky později byla část lokomotiv přesunuta do DKV Jihlava, s jeho zánikem v roce 1997 přešly pod DKV České Budějovice, odkud se poté vrátily zpět do Brna. 

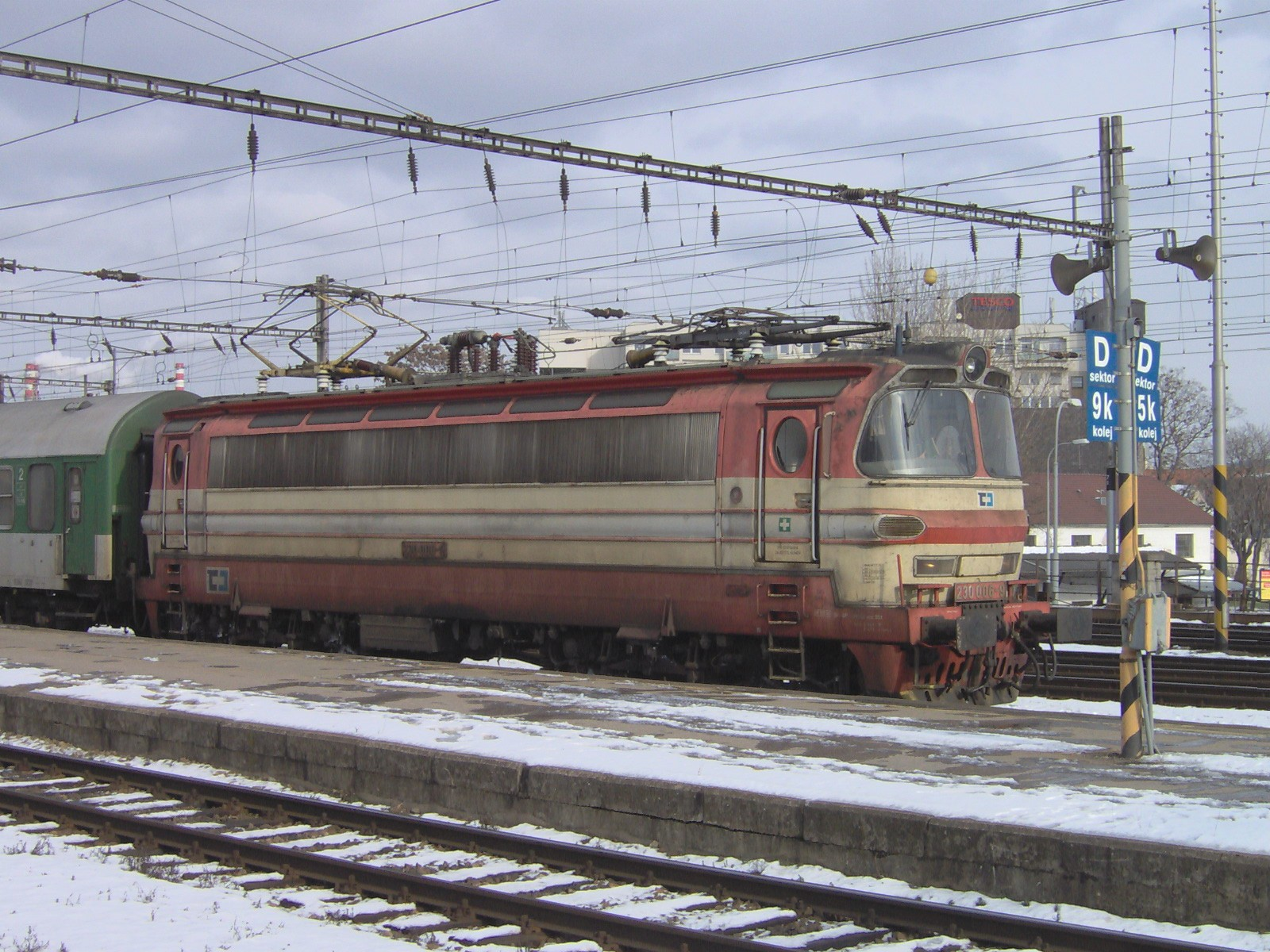
Stroj 230.006 v tradiční červeno-bílé kombinaci

Po roce 2000 začalo větší odstavování lokomotiv této řady v souvislosti s klesajícím objemem nákladní dopravy. Po oddělení nákladní dopravy do společnosti ČD Cargo roku 2007 přešly tyto stroje pod SOKV České Budějovice a Ostrava (pobočné depo Břeclav). Zbylých 5 lokomotiv zůstalo v majetku ČD a jsou určeny ke šrotaci. Po převodu do společnosti ČD Cargo bylo u velké části strojů zprovozněno mnohočlenné řízení a lokomotivy jezdí ve dvojicích. V srpnu 2008 vypsalo ČD Cargo výběrové řízení na opravu sedmi z osmi zrušených hnacích vozidel řady 230, jehož vítězem se stala společnost Pars nova. V prosinci téhož roku potom byla vozidla přistavena do opravy.

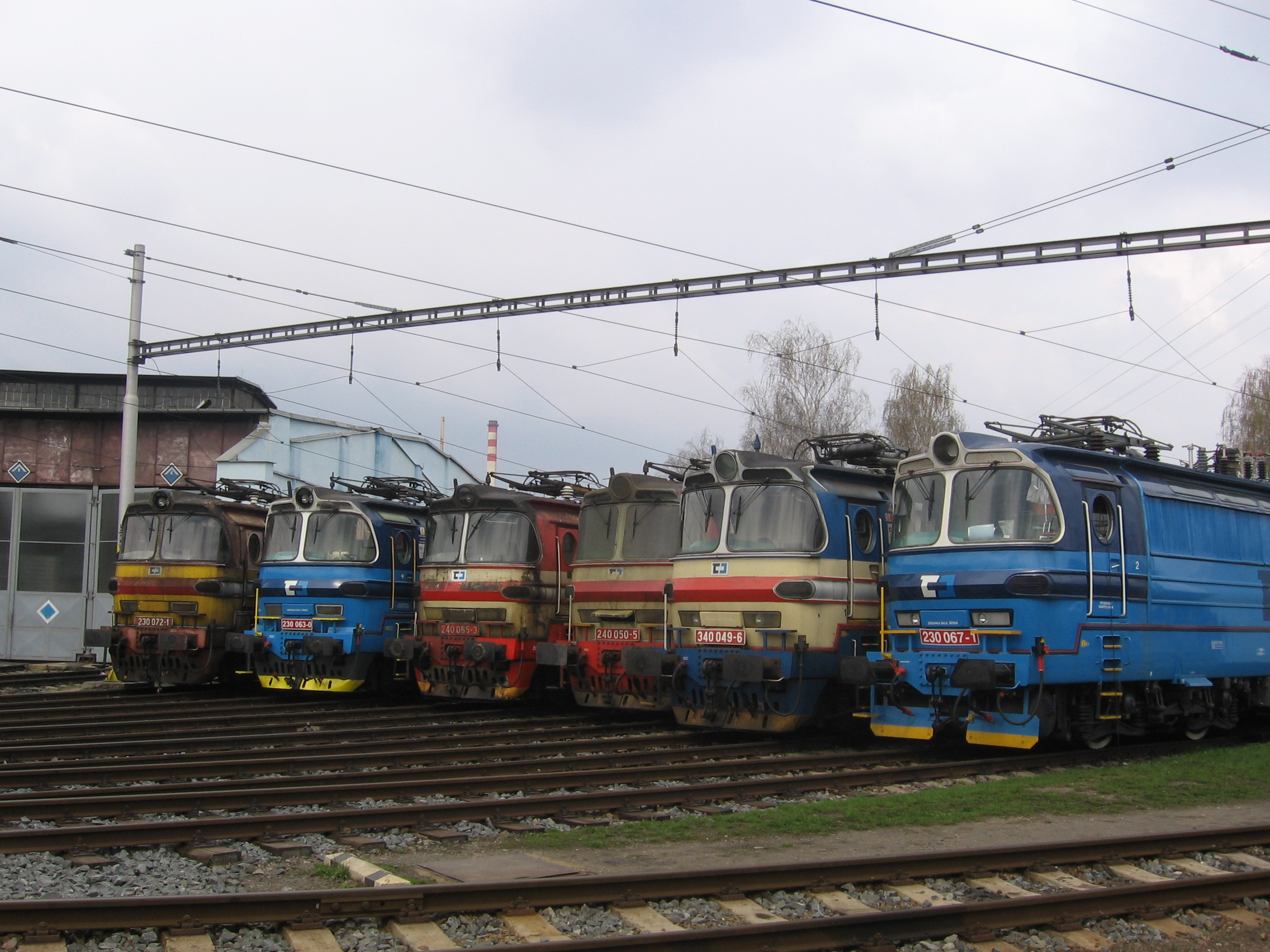
Setkání lokomotiv řad 230, 240 a 340 v depu České Budějovice

Po rozdělení Českých drah je tak nasazení řady 230 v osobní dopravě prakticky vyloučeno, může se zde objevit pouze jako výpomoc v případě neschopnosti jiného hnacího vozidla nebo vysokého správkového stavu řady 242. Společnost ČD Cargo přistoupila i k rozsáhlejším opravám lokomotiv, které jsou tak opatřovány nátěrem v modrém firemním schématu a v rámci možností i modernizovány - některé stroje tak získaly např. světla z LED diod, klimatizační jednotky a další. Budějovické stroje vyrážejí v čele nákladních vlaků do všech směrů, na jihu zajíždějí až do pohraniční stanice Horní Dvořiště (kde předávají vlaky strojům řady 340), dále pak přes Plzeň a Cheb až Nového Sedla (uhelné vlaky ze Sokolovské pánve), objevují se i v Havlíčkově Brodě a Kutné Hoře. Břeclavským strojům patří nákladní doprava na hlavní trati Kutná Hora – Brno – Břeclav, se zájezdy do Bratislavy a Vyškova. Lokomotiva 230.065 byla pronajímána soukromé společnosti BRKS[zdroj?] a byla k tomuto účelu i natřena do laku této firmy, pronájem však již skončil a stroj se vrátil do provozu ČD Cargo. Část strojů byla upravena i pro provoz v Maďarsku a od roku 2011 jsou pravidelně využívány v dopravě kontejnerových vlaků až do Budapešti (se strojvedoucími MÁV).
Roku 2013 byla přistavena do opravy první vyrobená lokomotiva 230.001 a při této příležitosti zároveň opatřena historickým červenožlutým nátěrem. Nadále je běžně nasazována v nákladní dopravě, je s ní však počítáno jako s budoucím muzejním strojem.

## Příbuzné typy
Konstrukčně téměř shodné lokomotivy továrního označení 46E byly také v letech 1965 až 1970 dodávány bulharským železnicím BDŽ (řada 42). Vyrobeno bylo celkem 90 kusů a v Bulharsku jsou ve větším počtu provozovány stále.

## Historické lokomotivy
- 230.001 (ČD Cargo)
- 230.022 (NTM, depo Chomutov)
- 230.044 (České dráhy, DHV Lužná u Rakovníka)